# Wasabi
Wasabi (Eutrema japonicum; japanska 山葵, 和佐比 eller ワサビ; svenskt uttal /va'sɑ:bi/, japanskt uttal /wasabi/) är en korsblommig växtart. Den är även känd som japansk eller grön pepparrot och är en art i familjen korsblommiga växter.
Den starkt smakande växten används flitigt i olika maträtter i hemlandet Japan. Den är en närmast oumbärlig ingrediens i olika typer av sushi.

## Biologi
Wasabi är en upp till 60 cm hög, flerårig ört, har en cirka 4 cm tjock stam, breda och mycket sköra blad samt vita blommor. Under jord har den en kraftig jordstam. Den växer naturligt utmed eller i strömmande vattendrag i ursprungslandet Japan.
Växten beskrevs först av Friedrich Anton Wilhelm Miquel och fick sitt nu gällande artnamn Eutrema japonicum av Gen-Iti Koidzumi. Den ingår i släktet skidörter, och familjen korsblommiga växter. Inga underarter finns listade i Catalogue of Life.

## Odling

Odling av wasabi i Nagano, Japan.

Växten har odlats i Japan i över tusen år.
Wasabi är oerhört svår att odla, kräver jord som är väl gödslad och tillgång till strömmande vatten. Därför sker odling ofta i flodbäddar eller konstgjorda grusbäddar. Förökning sker genom frö eller sticklingar, och den första skörden kan dröja upp till tre år.
I Japan odlas wasabi främst i prefekturerna Shizuoka, Nagano, Shimane, Yamanashi och Iwate i Japan, men på grund av den stora efterfrågan på wasabi i Japan kombinerat med den dåliga tillgången på lämpliga vattendrag sker även viss odling på Nya Zeeland, i Kina, Taiwan och delstaten Oregon i USA. Att hacka jordstjälken och marinera den i saké är en specialitet i Shizuoka prefektur.

## Användning och karaktär

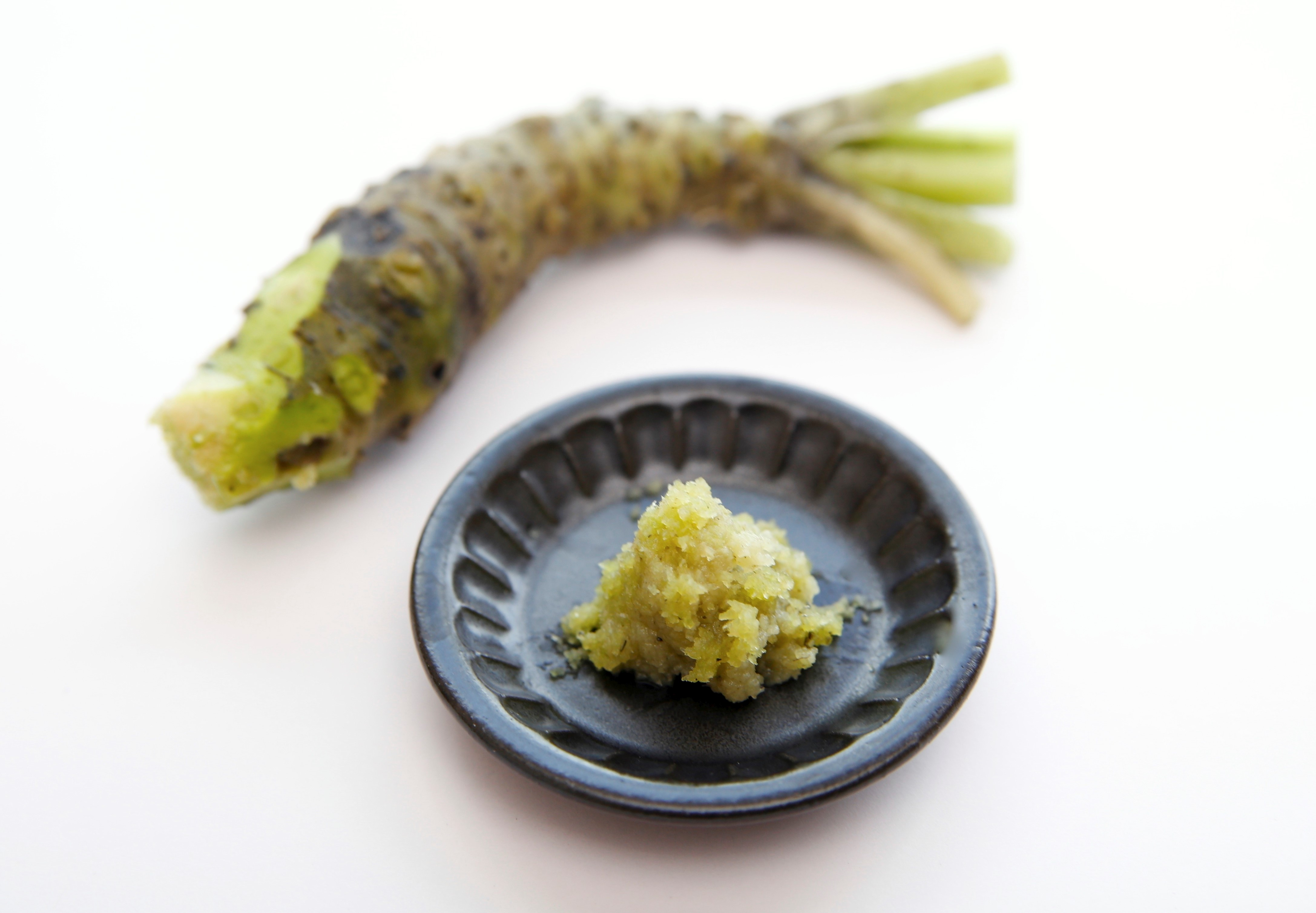
Wasabi

Roten används som ingrediens (som grönsak) och krydda i japansk mat, exempelvis sushi, sashimi, chazuke och soba. Dess speciella smak används också till att smaksätta glass och godis, och dessutom nyttjas den också som aromatisk dekoration.

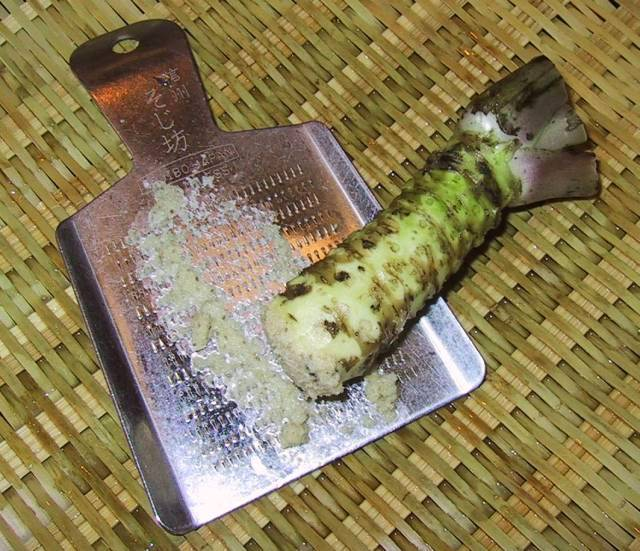
Wasabi på en oroshigane.

Dålig tillgång och stor efterfrågan på wasabi, samt svårigheterna att både odla och transportera som färsk, gör den dyr. Därför används i Sverige i många fall en pasta gjord av vanlig pepparrot, grönt färgämne, senapspulver och olja som ersättning. Denna senare variant är vanligt förekommande i Sverige och på svenska restauranger.
För bästa resultat anses det inte vara lämpligt att använda massproducerade oroshigane (rivjärn speciellt gjorda för wasabi) till att riva wasabin. Det bästa redskapet för att riva wasabi sägs vara torkat hajskinn.

### Smak
Wasabins typiska, skarpa smak finns i olika delar av växten, som i sin helhet är ätlig. Det är dock i första hand den tjocka, bladärriga jordstammen som nyttjas som mat, antingen färsk eller torkad (mald till pulver). Både jord- och luftstammens inre vävnader har rödaktig färg.
Den starka smaken har den gemensam med andra arter i samma växtfamilj, inklusive pepparrot och smörgåskrasse.
Växtens karaktäristiska smak kommer av de isotiocyanater den innehåller, vilket inkluderar 6-metyltiohexyl-isotiocyanat, 7-metyltioheptyl-isotiocyanat och 8-metyltioocytl-isotiocyanat. Vetenskapliga studier har visat att dessa isothiocyanter har en hämmande effekt på tillväxten av mikrober, vilket delvis kan förklara varför wasabi traditionellt ätits tillsammans med färsk fisk, vilken snabbt kan bli dålig. Tillsatsen av wasabi kan dock inte kompensera användandet av dålig fisk. 

## Wasabi i kulturen
Den förekommer som viktig intrigdetalj i den animerade långfilmen Welcome to the Space Show, även i filmen Bilar 2 förekommer den då "Bärgarn" misstar Wasabi för pistageglass.

## Namn

### Japanska namn
Den japanska stavningen 和佐比 är vetenskaplig och användes för första gången i boken Japanska läkeörters namn (本草和名) år 918. I vardaglig skrift används dock 山葵 eller vanligare ワサビ.

### Vetenskapliga synonymer
Växten wasabi har vid flera tillfällen givits vetenskapligt namn. Nedan listas ett antal synonymer till det mest använda Eutrema japonicum:
- Wasabia wasabi (Siebold) Makino
- Wasabia pungens[2] Matsum.
- Wasabia japonica (Miq.) Matsum.
- Lunaria japonica Miq.
- Eutrema wasabi[2] (Siebold) Maxim.
- Eutrema okinosimense Taken.
- Eutrema koreanum (Nakai) K. Hammer
- Cochlearia wasabi[2] Siebold
- Alliaria wasabi[2] (Siebold) Prantl

## Bildgalleri

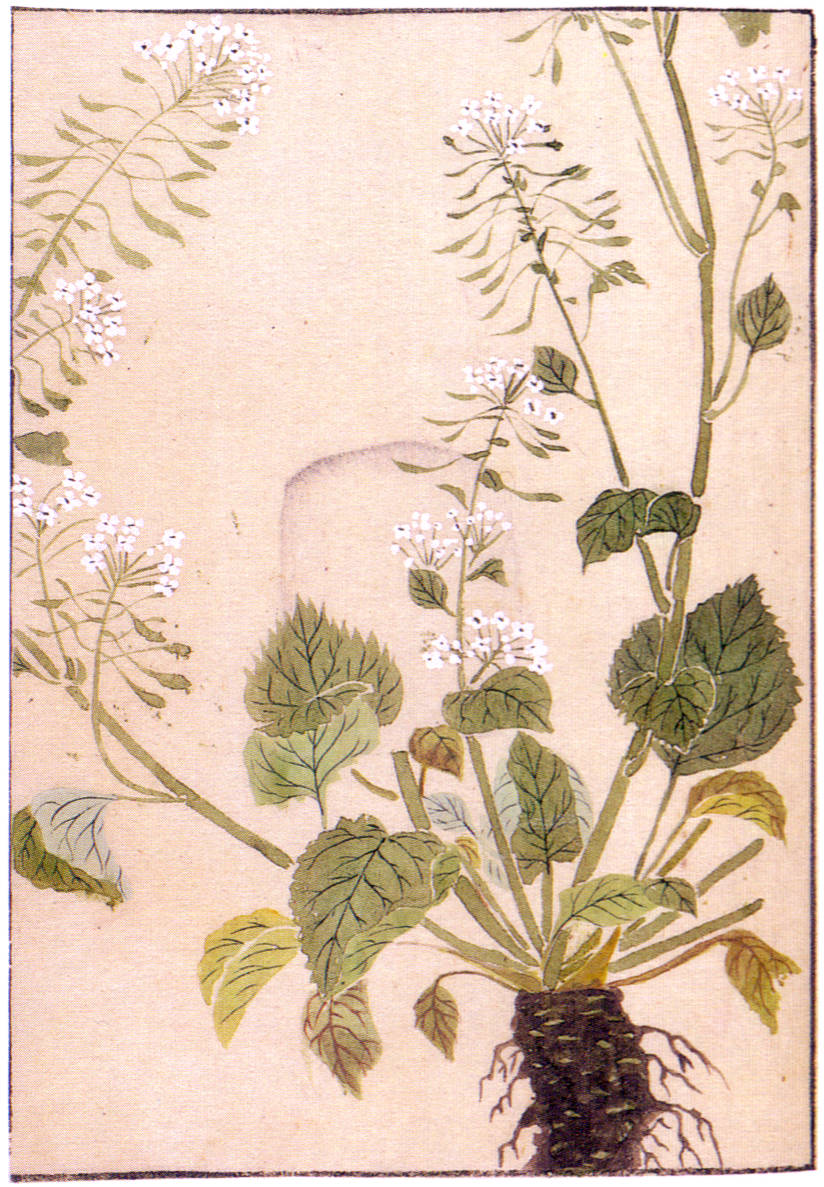
Växtplansch.
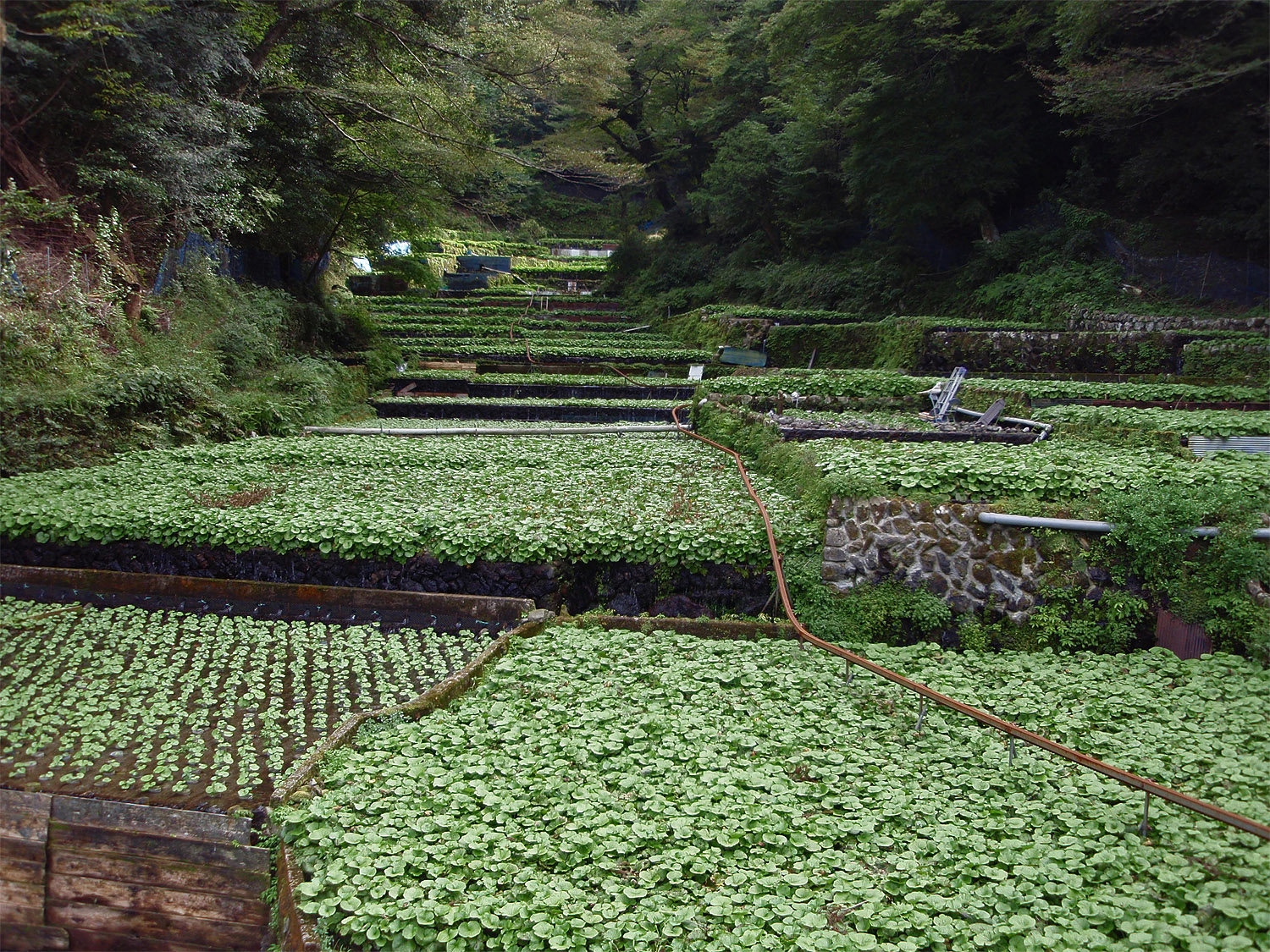
Odling av wasabi.
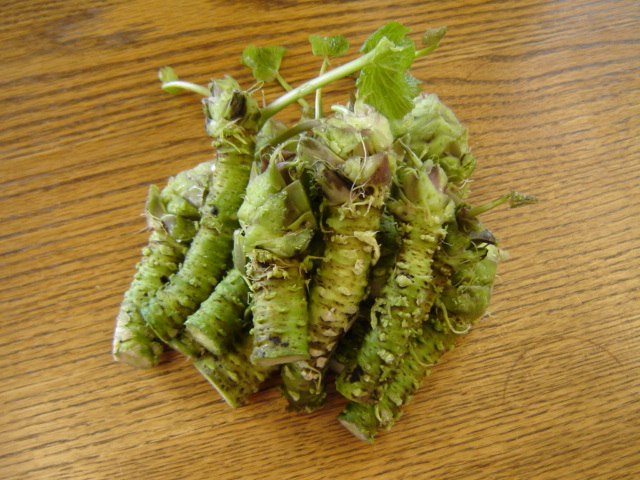
Skördade jordstammar.